# August Wollemann
August Wollemann (* 3. November 1862; † 20. November 1920) war ein deutscher Lehrer, Geologe und Paläontologe.
Wollemann studierte Naturwissenschaften in Würzburg und wurde dort 1887 in Geologie promoviert (Zur Kenntniss der Erzlagerstätte von Badenweiler und ihrer Nebengesteine). Danach war er Lehrer in Braunschweig. Er veröffentlichte Geographiebücher und eine Monographie über die Fossilien der Kreide von Lüneburg und befasste sich mit fossilen Mollusken der Kreide (mit vielen Erstbeschreibungen). Er war korrespondierendes Mitglied der Preußischen Geologischen Landesanstalt (PGLA). 
Wollemann war aktives Mitglied des Vereins für Naturwissenschaft in Braunschweig.

## Schriften
- Die Bivalven und Gastropoden des deutschen und holläandischen Neocoms. Abhandlungen der Königlich Preussischen Geologischen Landesanstalt (Neue Folge) 31, 1900 (180 Seiten)
- Die Fauna der Lüneburger Kreide. Abhandlungen der Königlich Preussischen Geologischen Landesanstalt (Neue Folge) 37, 1902, S. 1–129.
- Die Bedeutung und Aussprache der wichtigsten schulgeographischen Namen, Braunschweig: Scholz, 1905
- Die Bivalven und Gastropoden des norddeutschen Gaults (Aptiens und Albiens). Jahrbuch der Königlich Preussischen Geologischen Landesanstalt und Bergakademie zu Berlin 27, 1906, S. 259–300.
- Nachtrag zu meinen Abhandlungen über die Bivalven und Gastropoden der Unteren Kreide Norddeutschlands. Jahrbuch der Königlich Preussischen Geologischen Landesanstalt und Bergakademie zu Berlin 29, 1908, S. 151–193.
- Die Völkerkunde im Unterricht an den höheren Schulen, Braunschweig: A.Graff 1910